# Toldalagi Pál
Toldalagi Pál, Toldalaghy (Kolozsvár, 1914. január 7. – Budapest, 1976. április 15.) magyar költő.
Verseit közölte a Pesti Napló, az Élet, a Nyugat, a Magyar Csillag, a Vigília és az Ezüstkor. 1948-tól 1957-ig hallgatásra kényszerült.

## Kötetei
- Hajnali versenyfutás. Versek (Budapest, 1936)
- Ím, üdvözöllek. Versek (Bp., 1940)
- Végítélet ablaka (Bp., 1948)
- Szitáló évek; Magvető, Bp., 1957
- Szárnyalás. Versek (Bp., 1965)
- Valamilyen éden felé (Bp., 1968)
- Igézet és valóság. Versek (Bp., 1971)
- A visszahívott tenger (Bp., 1973)
- Napló. Versek (Bp., 1974)
- Ámulattól a döbbenetig (Bp., 1976)
- Zord labdajáték (Bp., 1976)
- Oldott magány. Válogatott versek; vál., előszó, jegyz. Tarbay Ede; Szent István Társulat, Bp., 1995
- Árnyak zenéje. Kallódó versek, 1934-1976; szerk., szöveggond., bev., jegyz. Basa Viktor; Napkút, Bp., 2010

## Szakirodalom
- Radnóti Miklós: Im üdvözöllek, Toldalaghy Pál új versei, Nyugat, 1941. 8. szám
- Tűz Tamás: Mindennapos megsemmisülés. Az ötvenéves Toldalagi Pál; in: Irodalmi Újság, 1964/17.
- Az az egy dal. Toldalagi Pál emléke; vál., szerk., jegyz., utószó Hafner Zoltán; Osiris, Bp., 2000